# Veles (Titano)
Veles è un'ampia struttura anulare presente sulla superficie di Titano.